# Аренд Гейтінг
Аренд Гейтінг (нід. Arend Heyting, [ɦɛitɪŋ]; 9 травня 1898 — † 9 липня 1980) — голландський математик та логік. Він був студентом університету Амстердама, і багато зробив, щоб покласти початок інтуїціоністській логіці на основі якої вона могла б стати частиною математичної логіки. Гейтінг дав перший офіційний розвиток інтуїціоністській логіці для того, щоб кодифікувати спосіб Брауэра розв'язувати математику. Включення імені Брауера в інтерпретації Брауера-Гейтинга-Колмогорова значною мірою почесне, тому Брауер був в принципі проти формалізації деяких інтуїціоністських принципів (і пішов так далеко, ніби викликав роботу Гейтінга «стерильні вправи»).

## Біографія
Аренд Гейтінг народився 8 травня в Амстердамі, Нідерланди. Ще студентом Амстердамського університету стає учнем і послідовником Л. Е. Я. Брауеера, який почав розробку програми побудови математики на інтуїціоністській основі. Гейтінг був першим ученим, який примкнув до нового напрямку. У 1922 Гейтінг дає інтуїціоністське трактування аксіоматиці проективної геометрії (тема запропонована Брауером), в 1925 захищає на цій основі докторські тези і публікує дві статті в «Mathematishe Annalen». З 1927 Гейтинг — професор Амстердамського університету. Відповідаючи запропонованій Г. Маннурі конкурсній темі, вчений публікує три статті по формалізації інтуїціоністської математики (інтуїционістського числення висловів та предикатів). Брауер високо оцінив цю роботу. В 1934 Гейтінг пише огляд з основ математики. У ньому він виробляє нині широко відоме трактування логічних операторів. У 1941 Гейтінг привернув питання інтуїціоністської аксіоматики алгебри. Він розробляє інтуїционістську теорію Гільбертових просторів. Але головне поле діяльності-роз'яснення математичного світу концепцій інтуїционізма. У 1956 виходить його книга «Введення в інтуїціонізм» — ясний і витончений виклад предмета для широкого кола. Саме завдяки Гейтінгу інтуіціонізм знайшов нових прихильників серед математиків. Помер Аренд Гейтінг в Лугано, Швейцарія.

## Обрані видання
- Heyting, A. (1956) Intuitionism. An introduction. North-Holland Publishing Co., Amsterdam.
- Heyting, A. (1974) Mathematische Grundlagenforschung, Intuitionismus, Beweistheorie. (German) Reprint. Springer-Verlag, Berlin-New York.
- Heijting, A. (1973) Address to Professor A. Robinson. At the occasion of the Brouwer memorial lecture given by Prof. A.Robinson on the 26th April 1973. Nieuw Arch. Wisk. (3) 21, pp. 134–137.
- Heyting, A. (1966) Intuitionism: An introduction. Second revised edition North-Holland Publishing Co., Amsterdam.
- Heyting, A. (1962) After thirty years. 1962 Logic, Methodology and Philosophy of Science (Proc. 1960 Internat. Congr.) pp. 194–197 Stanford Univ. Press, Stanford, Calif.
- Heyting, A. (1980) Axiomatic projective geometry. Second edition. Bibliotheca Mathematica [Mathematics Library], V. Wolters-Noordhoff Scientific Publications, Ltd., Groningen; North-Holland Publishing Co., Amsterdam-New York.
- Heyting, A. (1963) Axiomatic projective geometry. Bibliotheca Mathematica, Vol. V. Interscience Publishers John Wiley & Sons, Inc., New York; P. Noordhoff N.V., Groningen; North-Holland Publishing Co., Amsterdam.
- Heyting, A. (1959) Axioms for intuitionistic plane affine geometry. The axiomatic method. With special reference to geometry and physics. Proceedings of an International Symposium held at the Univ. of Calif., Berkeley, Dec. 26, 1957-Jan 4, 1958 (edited by L. Henkin, P. Suppes and A. Tarski) pp. 160–173 Studies in Logic and the Foundations of Mathematics North-Holland Publishing Co., Amsterdam.
- Heyting, A. (1941) Untersuchungen der intuitionistische Algebra. (German) Verh. Nederl. Akad. Wetensch. Afd. Natuurk. Sect. 1. 18. no. 2, 36 pp.
- Heyting, A. (1930) Die formalen Regeln der intuitionistischen Logik. (German) 3 parts, In: Sitzungsberichte der preußischen Akademie der Wissenschaften. phys.-math. Klasse, 1930, 42-65, 57-71, 158–169.